# Vanduzea variegata
Vanduzea variegata är en insektsart som beskrevs av Fowler. Vanduzea variegata ingår i släktet Vanduzea och familjen hornstritar. Inga underarter finns listade i Catalogue of Life.